# Meerlo-Wanssum
Meerlo-Wanssum (limburguès Mieëldere-Wânsem) era un antic municipi de la província de Limburg, al sud-est dels Països Baixos. L'1 de gener del 2009 tenia 7.760 habitants repartits sobre una superfície de 39,40 km² (dels quals 0,96 km² corresponen a aigua). Limitava amb Boxmeer i Bergen, a l'oest amb Venray i al sud amb Horst aan de Maas.
Va deixar de ser municipi l'1 de gener de 2010, i els seus nuclis es van repartir entre Venray i Horst aan de Maas.

## Centres de població
- Blitterswijck va passar a Venray.
- Geijsteren va passar a Venray.
- Meerlo va passar a Horst aan de Maas.
- Swolgen va passar a Horst aan de Maas.
- Tienray va passar a Horst aan de Maas.
- Wanssum va passar a Venray.

## Administració
El consistori municipal constava de 13 membres, format des del 2006 per:
- Progressieve Kombinatie - 5 regidors
- CDA - 4 regidors
- GP94 - 2 regidors
- PvdA - 2 regidors